# Nicolaus Bruhns
Friedrich Nicolaus Bruhns (também Nikolaus, Nicolás) (1665, Schwabstedt - 29 de março de 1697, Husum) foi um organista alemão e compositor do período Barroco.

## Obra musical

### Vocal
- Muss der Mensch nicht auf dieser Erden in stetem Streite sein
- Ich habe Lust abzuscheiden
- O werter heil'ger Geist
- Hemmt Eure Traenenflut
- Lieja Ich und schlafe
- Jauchzet dem Herren alle Welt
- Wohl dem, der den Herren fürchtet
- De Profundis
- Paratum cor meum
- Meines Abschieds Die Zeit ist vorhanden
- Erstanden ist der heilige Cristo
- Der Herr hat seinen Stuhl im Himmel bereitet
- Mein Herz ist bereit

### Instrumental
Obras para Órgão
- Prelúdio em mi menor (Grande)
- Prelúdio em mi menor (Pequeno
- Fantasia-coral:Nun Komm der Heiden Heiland
- Prelúdio em sol maior
- Fragmento de um Prelúdio em ré maior
- Prelúdio em sol menor (outrora atribuído a Bruhns, na verdade de Bruncksdorf)